# Жак Ібер
Жак Ібе́р (повне ім'я Жак Франсуа Антуан Ібер, фр. Jacques François Antoine Ibert; 15 серпня 1890, Париж — 5 лютого 1962, Париж) — французький композитор.

## Біографія
Ібер народився в сім'ї торгового агента Антуана Іберії і Маргарити Лартіго, троюрідної сестри Мануеля де Фальї. Після закінчення школи влаштувався на роботу завідувача складом, щоб допомогти батькові, справи якого в той час йшли не дуже успішно. В 1910 році, за порадою Мануеля де Фальї, Ібер подав заяву в Паризьку консерваторію і був прийнятий у неї як «слухач», а через рік — на повноцінне навчання в класи контрапункту Андре Жедальжа, гармонії — Еміля Пессара, композиції і оркестровки — Поля Відаля. Серед його однокурсників були майбутні відомі композитори Артур Онеггер та Даріюс Мійо. Ібер заробляв на життя, даючи приватні уроки, граючи на фортепіано в кінотеатрах Монмартра і пишучи естрадні пісні і танці (деякі з яких були опубліковані під псевдонімом Вільям Берті).
З початком Першої світової війни Ібер пішов на фронт санітаром. В 1916 у він захворів тифом і змушений був повернутися в тил. На короткий час він примикає до створеної Еріком Саті групи композиторів «Нові молоді» і бере участь у кількох концертах разом з Жоржем Оріком, Луї Дюре та Артуром Онеггером. Рік по тому Ібер пішов на службу у флот, де незабаром отримав звання офіцера і кілька років служить в Дюнкерку. У жовтні 1919 році Ібер здобув Римську премію за кантату «Поет і фея», що дозволило йому три роки жити в Римі. У тому ж році Ібер одружився з Розетт Вебер, дочкою художника Жана Вебера. У лютому 1920 року подружжя переїхало в Рим, де композитор склав перший великий твір для оркестру — «Баладу Редінгської тюрми» за однойменною поемою Оскара Вайльда. До римського періоду творчості відносяться опера «Персей і Андромеда», сюїти «Історії» для фортепіано і «Морські порти» для оркестру. Тільки постійні переїзди і збіг обставин привів до того, що в 1920 році музичний критик Анрі Колле, «перераховуючи» молодих композиторів, не включив Жака Іберо в знамениту і широко розрекламовану групу «Шести».
У 1923 році композитор повертається в Париж, де веде активну композиторську діяльність, а також викладає в Універсальній школі оркестровку. Через три роки Ібер купив у Нормандії будинок XVI століття, де проводить по кілька місяців на рік, бажаючи втекти від міської суєти. Згодом в цьому будинку він створив свої найвідоміші твори: Дивертисмент для оркестру, оперу «Король Івето», балет «Мандрівний лицар» та інші.

Сцена з опери Жака Іберо «Анжеліка»(Париж, 1927 рік)

1927 відзначений появою опери «Анжеліка», що була поставлена в Парижі і принесла її автору світову популярність. У наступні роки Ібер багато працює над музикою до театральних постановок і кінофільмів, серед яких виділяється «Дон Кіхот» (1932) з Федором Шаляпіним у головній ролі. Композитор створює також ряд оркестрових творів, зокрема «Морську симфонію», яка, згідно з його заповітом, не повинна була виконуватися до його смерті.
У 1937 році Ібер був призначений директором Французької академії в Римі (вперше з 1666 року на цю посаду був призначений музикант). Знову звертається до спільної роботи з Онеггером: оперета «Малютка кардиналом», поставлена в Парижі, мала великий успіх.
З початку Другої світової війни Ібер служив на посаді Морського аташе при французькому посольстві в Римі. 10 червня Італія вступила у війну, і на наступний день Ібер разом з родиною на дипломатичному поїзді відбув з Риму.
У серпні 1940 року Ібер був відправлений у відставку, спеціальним указом уряду Віші його ім'я було викреслено зі списку морських офіцерів, а твори заборонені до виконання. Протягом наступних чотирьох років Ібер жив на напівлегальному становищі, продовжуючи складати (в 1942 році він закінчив розпочатий за п'ять років до того Струнний квартет). У жовтні 1942 року Іберо вдалося перебратися в Швейцарію, де у нього почалися серйозні проблеми зі здоров'ям (сепсис).
Після звільнення Парижа в серпні 1944 року Ібер повернувся до Франції. З 1945 по 1947 роки композитор знову очолював Французьку Академію в Римі. Ібер знову пише музику до театральних постановок і кінофільмів, балетів, диригує власними творами.
З 1950-х років через проблеми з серцево-судинною системою припинив концертні виступи і викладацьку діяльність. В 1960 році композитор переїхав з Рима в Париж. Помер 5 лютого 1962 від інфаркту. Останні роки життя він працював над Другою симфонією, яка залишилася незакінченою. Композитор похований на кладовищі Пассі.

## Основні твори Ібера

### Опери
- «Анжеліка» (1926)
- «Всього не передбачиш» (1928)
- «Король Івето» (1928)
- «Мандрівний лицар» (1935)
- «Орлятко» (1936, спільно з Артуром Онеггером)

### Оперети
- «Малютка кардиналь» (спільно з Артуром Онеггером)
- «Гонзага» (1930)

### Балети
- «Зустрічі» (1921)
- «Діана Пуатьє» (1935)

### Симфонічні твори
- «Балада Редінгської тюрми» (1920)
- «Морські порти» (1922)
- «Феєрія» (1924)
- «Морська симфонія» (1931)
- Сарабанда (1935)
- Капричіо (1936)
- Святкова увертюра (1940)
- «Луїзвільський концерт» (1953)
- «Бостоніана» [2] (1955)
- Вакханалія (1956)

### Концерти
- Концерт для віолончелі і духових (1925)
- Концерт для флейти з оркестром (посв. Марселю Муаз; 1932)
- Камерне концертино для саксофона і 11 інструментів (1935)
- Концертна симфонія для гобоя і струнного оркестру (1949)

### Камерні твори
- Дві п'єси для духового квартету (1921)
- Арія (транскрипція для різних складів; 1930)
- Три коротких п'єси для духового квінтету (1935)
- Струнний квартет (1937—1942)
- Тріо для скрипки, віолончелі та арфи (1946)

### Твори для фортепіано
- «Історії», 10 п'єс (1921)
- Токката на ім'я Альбера Русселя (1929)

### Твори для струнних інструментів
- «Гра», сонатина для скрипки і фортепіано (1925)
- «Капрілена» для скрипки соло (1950)
- Етюд-каприс пам'яті Шопена для віолончелі соло (1949)
- Шість п'єс для арфи (1917)
- Аріетта для гітари (1935)

### Твори для духових інструментів
- П'єса для флейти соло (1936)
- Експромт для труби і фортепіано (1950)

Пісні на вірші різних авторів
Музика до 28 кінофільмів